# یواس‌اس پراتکتور (ای‌آراس-۱۴)
یواس‌اس پراتکتور (ای‌آراس-۱۴) (به انگلیسی: USS Protector (ARS-14)) یک کشتی بود که طول آن ۲۱۳ فوت ۶ اینچ (۶۵٫۰۷ متر) بود. این کشتی در سال ۱۹۴۳ ساخته شد.